# Saint-Félix (Allier)
Pour les articles homonymes, voir Saint-Félix.
Saint-Félix est une commune française, située dans le département de l'Allier en région Auvergne-Rhône-Alpes.

## Géographie

### Localisation
Saint-Félix est située au centre-sud-est du département de l'Allier. En outre, elle fait partie de l'aire d'attraction de Vichy.
Cinq communes sont limitrophes :
|       | Sanssat     | Saint-Gérand-le-Puy |
| Billy | Saint-Félix |                     |
|       | Seuillet    | Magnet              |

### Géologie et relief
La commune s'étend sur 520 hectares ; son altitude varie entre 285 et 373 mètres.

### Climat
Pour des articles plus généraux, voir Climat d'Auvergne-Rhône-Alpes et Climat de l'Allier.
En 2010, le climat de la commune est de type climat océanique dégradé des plaines du Centre et du Nord, selon une étude du CNRS s'appuyant sur une série de données couvrant la période 1971-2000. En 2020, Météo-France publie une typologie des climats de la France métropolitaine dans laquelle la commune est dans une zone de transition entre le climat océanique altéré et le climat de montagne ou de marges de montagne et est dans la région climatique Centre et contreforts nord du Massif Central, caractérisée par un air sec en été et un bon ensoleillement.
Pour la période 1971-2000, la température annuelle moyenne est de 11,1 °C, avec une amplitude thermique annuelle de 16,5 °C. Le cumul annuel moyen de précipitations est de 824 mm, avec 10,6 jours de précipitations en janvier et 7,7 jours en juillet. Pour la période 1991-2020, la température moyenne annuelle observée sur la station météorologique de Météo-France la plus proche, « Vichy-Charmeil », sur la commune de Charmeil à 10 km à vol d'oiseau, est de 11,7 °C et le cumul annuel moyen de précipitations est de 769,1 mm,. Pour l'avenir, les paramètres climatiques de la commune estimés pour 2050 selon différents scénarios d'émission de gaz à effet de serre sont consultables sur un site dédié publié par Météo-France en novembre 2022.

## Urbanisme

### Typologie
Au 1er janvier 2024, Saint-Félix est catégorisée commune rurale à habitat dispersé, selon la nouvelle grille communale de densité à 7 niveaux définie par l'Insee en 2022.
Elle est située hors unité urbaine. Par ailleurs la commune fait partie de l'aire d'attraction de Vichy, dont elle est une commune de la couronne,. Cette aire, qui regroupe 50 communes, est catégorisée dans les aires de 50 000 à moins de 200 000 habitants,.

### Occupation des sols

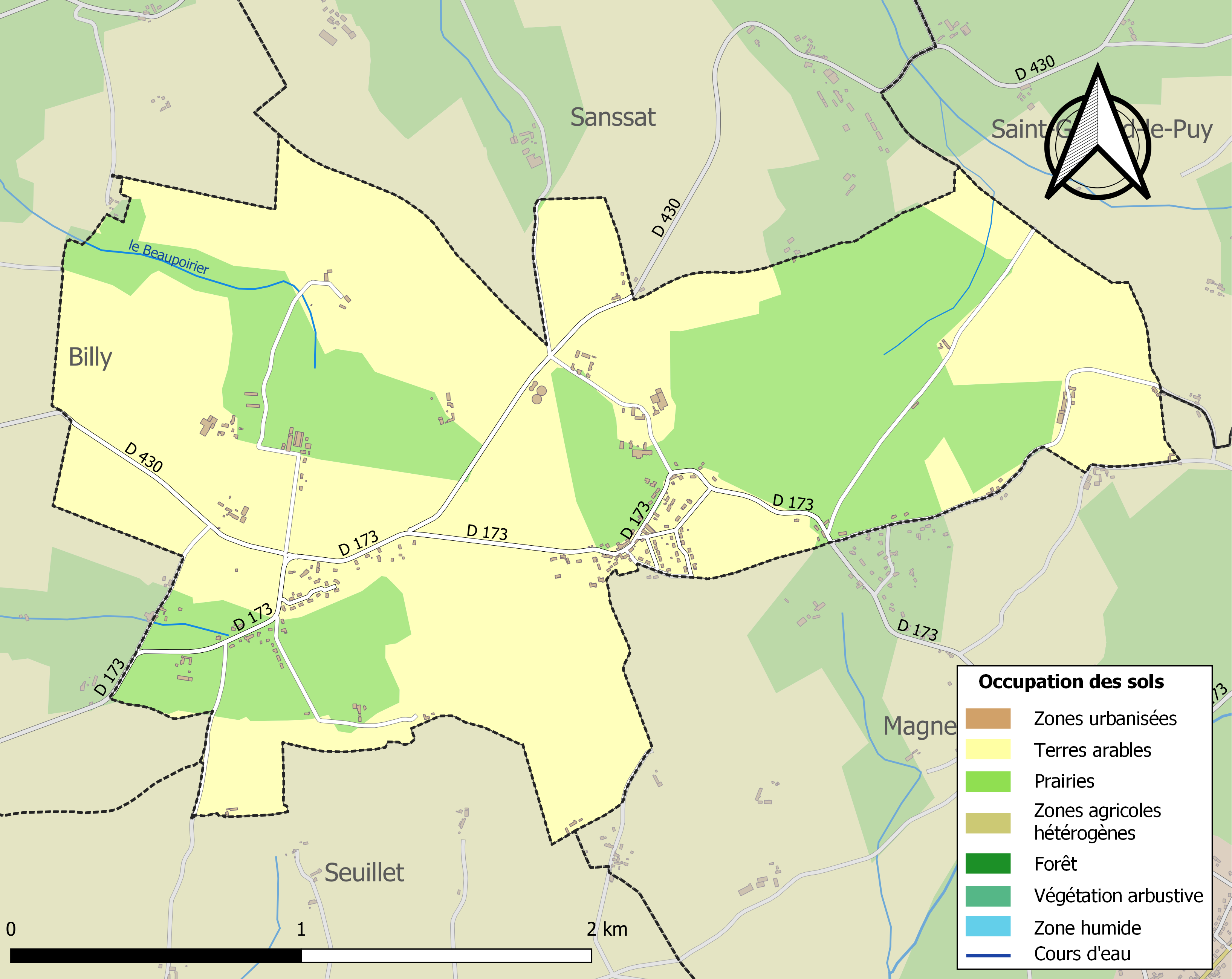
Carte des infrastructures et de l'occupation des sols de la commune en 2018 (CLC).

L'occupation des sols de la commune, telle qu'elle ressort de la base de données européenne d’occupation biophysique des sols Corine Land Cover (CLC), est marquée par l'importance des territoires agricoles (100 % en 2018), une proportion identique à celle de 1990 (100 %). La répartition détaillée en 2018 est la suivante : terres arables (64,1 %), prairies (35,9 %).
L'IGN met par ailleurs à disposition un outil en ligne permettant de comparer l’évolution dans le temps de l’occupation des sols de la commune (ou de territoires à des échelles différentes). Plusieurs époques sont accessibles sous forme de cartes ou photos aériennes : la carte de Cassini (XVIIIe siècle), la carte d'état-major (1820-1866) et la période actuelle (1950 à aujourd'hui).

### Voies de communication et transports
Le territoire communal est traversé par les routes départementales 173 (liaison de Saint-Germain-des-Fossés à Magnet) et 430 (liaison de Billy à Saint-Gérand-le-Puy).

## Politique et administration

### Découpage territorial
Sur le plan administratif, Saint-Félix dépendait du district de Cusset en 1793 puis de l'arrondissement de Lapalisse depuis 1801, lequel fut transféré à Vichy en 1941 ; ainsi que du canton de Saint-Germain-des-Fossés en 1793 puis de canton de Varennes-sur-Allier de 1801 à mars 2015 ; à la suite du redécoupage cantonal de 2014, la commune est rattachée au canton de Saint-Pourçain-sur-Sioule.

### Administration municipale
Onze élus siègent au conseil municipal, dont trois adjoints (en 2016).

### Liste des maires
| Période                                  | Période                      | Identité           | Étiquette | Qualité       |
| ---------------------------------------- | ---------------------------- | ------------------ | --------- | ------------- |
| Les données manquantes sont à compléter. |                              |                    |           |               |
| avant 1981                               | ?                            | Gaston Lacroix     | PCF       |               |
| mars 2001                                | mars 2014                    | Daniel Beurrier    |           |               |
| mars 2014                                | En cours (au 8 juillet 2020) | Odile Franchisseur |           | Fonctionnaire |

## Équipements et services publics

### Enseignement
Saint-Félix dépend de l'académie de Clermont-Ferrand. Elle gère une école maternelle publique.
Hors dérogations à la carte scolaire, les collégiens sont scolarisés à Saint-Germain-des-Fossés et les lycéens à Cusset, au lycée Albert-Londres.

### Justice
Saint-Félix dépend de la cour d'appel de Riom, du tribunal de proximité de Vichy et des tribunaux judiciaire et de commerce de Cusset.

## Population et société

### Démographie
Les habitants de la commune sont appelés les Saint-Féliciens et les Saint-Féliciennes.
L'évolution du nombre d'habitants est connue à travers les recensements de la population effectués dans la commune depuis 1793. Pour les communes de moins de 10 000 habitants, une enquête de recensement portant sur toute la population est réalisée tous les cinq ans, les populations de référence des années intermédiaires étant quant à elles estimées par interpolation ou extrapolation. Pour la commune, le premier recensement exhaustif entrant dans le cadre du nouveau dispositif a été réalisé en 2008.

En 2022, la commune comptait 285 habitants, en évolution de −12,04 % par rapport à 2016 (Allier : −1,38 %, France hors Mayotte : +2,11 %).
| 1793 | 1800 | 1806 | 1821 | 1831 | 1836 | 1841 | 1846 | 1851 |
| ---- | ---- | ---- | ---- | ---- | ---- | ---- | ---- | ---- |
| 295  | 306  | 229  | 321  | 315  | 316  | 311  | 331  | 336  |

| 1856 | 1861 | 1866 | 1872 | 1876 | 1881 | 1886 | 1891 | 1896 |
| ---- | ---- | ---- | ---- | ---- | ---- | ---- | ---- | ---- |
| 300  | 297  | 327  | 305  | 307  | 288  | 267  | 286  | 282  |

| 1901 | 1906 | 1911 | 1921 | 1926 | 1931 | 1936 | 1946 | 1954 |
| ---- | ---- | ---- | ---- | ---- | ---- | ---- | ---- | ---- |
| 259  | 268  | 235  | 227  | 200  | 201  | 199  | 200  | 170  |

| 1962 | 1968 | 1975 | 1982 | 1990 | 1999 | 2006 | 2008 | 2013 |
| ---- | ---- | ---- | ---- | ---- | ---- | ---- | ---- | ---- |
| 184  | 150  | 148  | 167  | 248  | 252  | 316  | 334  | 335  |

| 2018 | 2022 | - | - | - | - | - | - | - |
| ---- | ---- | - | - | - | - | - | - | - |
| 307  | 285  | - | - | - | - | - | - | - |

## Culture locale et patrimoine

### Lieux et monuments
Saint-Félix ne compte aucun édifice ou objet inscrit ou classé aux monuments historiques ou recensé à l'inventaire général du patrimoine culturel.
Il existe une église, un espace de jeux, un poids bascule, un château d'eau (construit en 1950 afin d'alimenter en eau potable quelques communes du canton de Varennes-sur-Allier) ainsi qu'un monument aux morts 1914-1918.
- Église Saint-Félix de Saint-Félix.